# Scharmer (waterschap)
Scharmer is een voormalig waterschap in de Nederlandse provincie Groningen.
Het schap dat ten noordoosten en zuidwesten van Scharmer lag, is ontstaan uit een fusie van de Nieuwe Rijpmapolder en de Scharmer Kloosterpolder. De polder waterde af op de Scharmer Ae.
Waterstaatkundig gezien ligt het gebied sinds 2000 binnen dat van het waterschap Hunze en Aa's.